# محمد سيار (شاعر)
ميرزا محمد سييار (حوالي 1770 - حوالي 1840) والمعروف أيضًا باسم بابا سييار كان شاعرًا ومؤرخًا للبلاط في تشيترالي عاش خلال القرنين الثامن عشر والتاسع عشر. يُعتبر واحدًا من الشعراء العظماء القلائل المولودين في منطقة هندوكوش. قام بتأليف الشاهنامة الشهيرة شترال.